# Krzyż Uznania
Krzyż Uznania (łot. Atzinības krusts), pierwotnie Order Uznania (franc. l'Ordre de la Reconnaissance) – order ustanowiony w 1710 przez władcę Kurlandii i Semigalii księcia Fryderyka Wilhelma Kettlera i nadawany przez rok, odnowiony pod zmienioną nazwą jako odznaczenie państwowe Republiki Łotewskiej w 1938, zlikwidowany w 1940 przez ZSRR i restytuowany w 1994. Jego dewizą jest francuska sentencja: „Pour les honnêtes gens” (pol. „Ludziom honoru”).

## Historia kurlandzkiego Orderu Uznania
Matka księcia kurlandzkiego, ks. Elżbieta Zofia, już w 1698 planowała ustanowienie odznaczenia na pamiątkę swego zmarłego męża ks. Fryderyka Kazimierza, ale plany te zostały pokrzyżowane przez rodzinne niesnaski związane z rywalizacją pomiędzy ks. Kurlandii Fryderykiem Wilhelmem, a jego stryjem ks. Ferdynandem, oraz wybuch wojny północnej.
Fryderyk Wilhelm przebywał na wygnaniu w Prusach, gdzie jego teść Fryderyk I odznaczył go Orderem Orła Czarnego, co zainspirowało księcia kurlandzkiego do ustanowienia własnego odznaczenia. Zostało ono ustanowione w Lipawie 13 maja 1710 z okazji jego powrotu do ojczyzny po długim wygnaniu na obczyźnie. Po zejściu z pokładu okrętu w Lipawie książę wygłosił przemówienie po łacinie, w którym ogłosił ustanowienie Orderu Uznania na pamiątkę szczęśliwego powrotu do ojczyzny i odzyskania tronu utraconego podczas wojny północnej. Order otrzymał francuską nazwę L'Ordre de la Reconnaissance, nie był podzielony na klasy i był nadawany na wielkiej wstędze osobom, którym książę chciał wyrazić swoją wdzięczność za zasługi dla kraju i dynastii, za wybitne zasługi cywilne lub wojskowe. Odznaczeni otrzymywali dziedziczny tytuł szlachecki, a odznaki orderu należało zwrócić po śmierci odznaczonego.
Pierwsze odznaki orderu zostały wykonane w Berlinie przez jubilera Kristofera Knorra. Wykonane były w formie krzyża maltańskiego ze złota, którego ramiona pomalowano białą emalią i zakończone złotymi kulkami. Pomiędzy ramionami krzyża znajdowały się po dwa złote pierścienie, a w medalionie umieszczonym pośrodku krzyża, znajdował się herb Księstwa Kurlandii. Na rewersie medalionu umieszczony był ornament z monogramem księcia: FW. Wstęga orderowa była koloru czerwonego z wąskimi, srebrnymi paskami po obu brzegach. Kawalerowie orderu byli zobligowani do jego noszenia. Regulowały to przepisy statutu Orderu Uznania. Pierwszym kanclerzem Kapituły Orderu Uznania został mianowany przez księcia jego ochmistrz i doradca Anton Friedrich von Berghorn.
Łącznie do śmierci Fryderyka Wilhelma w 1711 nadał on 18 orderów. Jego następca ks. regent Ferdynand Kettler nie kontynuował nagradzania tym odznaczeniem, a nawet nakazał zwrot już wydanych odznaczeń, jednak nie zrobił tego żaden z kawalerów orderu. Pozostali władcy, do momentu aneksji księstwa w 1795 przez Cesarstwo Rosyjskie, również nie nadawali tego odznaczenia.
Ostatnie dwa egzemplarze tego orderu, które zostały zachowane, już nie istnieją. Jeden, nadany ks. Dorocie kurlandzkiej, został skradziony w XIX w., drugi, który był przechowywany w lokalnym muzeum w Mitawie, przepadł podczas II wojny światowej.

## Historia łotewskiego Krzyża Uznania

### I Republika Łotewska (1938-1940)
Odznaczenie zostało odnowione w 1938 pod nazwą Krzyża Uznania na pamiątkę związku ówczesnej Łotwy z dawnym Księstwem Kurlandiii. Dzielił się na pięć klas, a 26 lutego 1940 dołączono do niego cztery odznaki honorowe: Odznaka Honorowa Klasy Specjalnej (podzielony na Wielką i Małą), Złota Odznaka Honorowa, Srebrna Odznaka Honorowa i Brązowa Odznaka Honorowa. Wielka i Mała Odznaka Honorowa Klasy Specjalnej to okrągłe złote medale, od góry ozdobione gałązkami dębowymi o wymiarach 6 x 26 mm (kilka wykonano bez gałązek). Różniły się jedynie wielkością (46 i 30 mm), a wieszane były na wstędze na szyi. Odznaki honorowe w trzech stopniach miały średnicę 36 mm i różniły jedynie wykończeniem (pozłacany brąz, posrebrzany brąz i brąz). Na awersie wszystkich odznak widniał wizerunek Krzyża Uznania. Na rewersie znajdował się sokół z rozwiniętymi skrzydłami trzymający w szponach pierścień, otoczony wieńcem zbożowym i kolistym napisem: DOMAS UN DARBUS LATVIJAI (Myślami i czynami przy Łotwie). Wieszane były na trójkątnej wstążce (wzór ten wcześniej stosowano przy odznaczeniach austro-węgierskich). Wstęgi i wstążki wszystkich klas i odznak były czerwone z wąskimi, srebrnymi paskami wzdłuż obu brzegów.
Autorem nowej wersji odznaczenia, opierającej się jednakże dość wiernie na jej XVIII-wiecznym pierwowzorze, był łotewski artysta Gustavs Šķilters (1874-1954).
Pierwsze odznaki odnowionego Krzyża Uznania zostały wręczone 9 listopada 1938 dyrektorowi Łotewskiego Instytutu Historycznego Augustsowi Tentelisowi, uhonorowanemu I klasą orderu. Odznaczenie wręczano głównie osobistościom ze świata edukacji, kultury i nauki, a także łotewskim dziennikarzom i dyplomatom.
Liczba odznaczonych do 1940:
- I klasa – 21 osób,
- II klasa – 21 osób,
- III klasa – 110 osób,
- IV klasa – 341 osób,
- V klasa – 1314 osób,

oraz
- Odznaka Honorowa Klasy Specjalnej – 303 osoby,
- Złoty Odznaka Honorowa – 730 osób,
- Srebrny Odznaka Honorowa – 764 osoby,
- Brązowy Odznaka Honorowa – 354 osoby[2][5].

Po rozpoczęciu okupacji Łotwy przez ZSRR w 1940 odznaczenie zostało zniesione.

### II Republika Łotewska (od 2004)
Restytucja krzyża nastąpiła dopiero w 2004 na podstawie Prawa o Odznaczeniach Państwowych z 25 marca 1994. Krzyż Uznania jest obecnie przyznawany z wyjątkowy patriotyzm i wybitne osiągnięcia społeczne, kulturalne, naukowe, sportowe i wychowawcze służące dobru narodu.
Obecnie dzieli się na pięć klas:
- I klasa – Komandor Krzyża Wielkiego (lielkrusta komandieri),
- II klasa – Wielki Oficer (lielvirsnieku),
- III klasa – Komandor (komandieri),
- IV klasa – Oficer (virsnieku),
- V klasa – Kawaler (kavalieri),

dodatkowo, podzielona na trzy stopnie:
- Odznaka Honorowa Krzyża Uznania (Atzinības krusta goda zīme):
  - Złota (zeltīta),
  - Srebrna (sudraba),
  - Brązowa (bronzas)[7].

Do 1 maja 2010 przyznawany była również Wielka i Mała Odznaka Honorowa Krzyża Uznania.
Po raz pierwszy po odzyskaniu niepodległości odznaczenie przyznano w 2005 r. Pierwszą osobą, którą nim uhonorowano był potomek książąt kurlandzkich, ks. Ernst Johann Biron, którego w ten sposób nagrodzono za wkład w odnowienie letniej rezydencji książąt Kurlandii pałacu Rundāle i inne inicjatywy kulturalne. Otrzymał on Krzyż Uznania I klasy.
Krzyż Uznania zajmuje trzecie miejsce w kolejności starszeństwa łotewskich odznaczeń, po Orderze Westharda, a przed Odznaką Honorową Orderu Trzech Gwiazd. Odznaka Honorowa Krzyża Uznania jest na szóstym miejscu, za Odznaką Honorowa Orderu Westharda, a przed Odznaką Pamiątkową Uczestników Barykad 1991.
Do 2015 tylko jednej osobie odebrano Krzyż Uznania III klasy i tylko jedna osoba odmówiła przyjęcia Krzyża Uznania V klasy. W latach 2004–2015 odznaczono krzyżem łącznie ponad 900 osób, a odznaką ponad 130 osób.

#### Wygląd (opis)
Odznaką Krzyża Uznania jest złoty krzyż maltański z ramionami pomalowanymi białą emalią i zakończonymi kulkami. Pomiędzy ramionami krzyża znajdują się dwa splecione ze sobą złote pierścienie, a na środku krzyża – owalny medalion ze złota z czerwoną ramą z emalii. W środku medalionu widnieje herb Łotwy w kolorach heraldycznych, a pod nim data 1938. Na rewersie krzyża znajduje się herb Księstwa Kurlandii w kolorach heraldycznych, a pod nim data 1710. Funkcję zawieszki pełni osiem splecionych ze sobą złotych pierścieni tworzących figurę przypominającą romb. Szerokość/wysokość krzyża I, II i III klasy to 49 mm, IV i V klasy – 40 mm, a gwiazdy orderowej – 85 mm. Gwiazda ma wygląd awersu odznaki, nie posiada zawieszki, a pod podwójnymi pierścieniami (ósemkami) pomiędzy ramionami położone są po dwa srebrne promienie. Wstążka, czerwona z wąskim, srebrnymi paskami przy brzegach, ma szerokość 32 mm, z wyjątkiem I klasy gdzie ma 110 mm w wersji przeznaczonej dla mężczyzn, a 75 mm w wersji dla kobiet. W przypadku II i III klasy przeznaczonej dla kobiet wstęga wiązana jest w kokardę. Miniaturka orderowa jest dla wszystkich klas taka sama, krzyż ma 14 mm wysokości, a wstążka – 12 mm szerokości. I klasa noszona jest na wielkiej wstędze (szarfie), II i III klasa – na wstędze wieszanej na szyi, IV i V klasa na wstążce wiązanej w sześciokąt (na sposób francuski), a odznaki (mają wygląd medali z wizerunkiem Krzyża Uznania) na wstążce wiązanej w trójkąt (na sposób austro-węgierski). Wstążka IV klasy krzyża posiada dodatkową rozetkę. Każdą klasę orderu można również markować za pomocą oddzielnej rozetki o średnicy 13 mm (np. w butonierce marynarki), w kolorze wstęgi orderu, z miniaturowym krzyżem wewnątrz.

#### Wygląd (ilustracje)
| Komandor Krzyża Wielkiego (męski) | Komandor Krzyża Wielkiego (damski) | Wielki Oficer (męski) | Wielki Oficer (damski) |
| --------------------------------- | ---------------------------------- | --------------------- | ---------------------- |
|                                   |                                    |                       |                        |
|                                   |                                    |                       |                        |
| Komandor (męski)                  | Komandor (damski)                  | Oficer/Kawaler        | miniatury              |
|                                   |                                    |                       |                        |